# Intendencia Departamental de Maldonado
La Intendencia Departamental de Maldonado es la entidad gubernamental encargada de gobernar a nivel regional el departamento de Maldonado. Su principal función es la de controlar los temas más cercanos al departamento, temas de los cuales el gobierno nacional no se puede encargar. El edificio sede de la intendencia está en la avenida Francisco Acuña de Figueroa, frente al Campus Municipal de Maldonado y al Estadio Domingo Burgueño Miguel.

## Historia

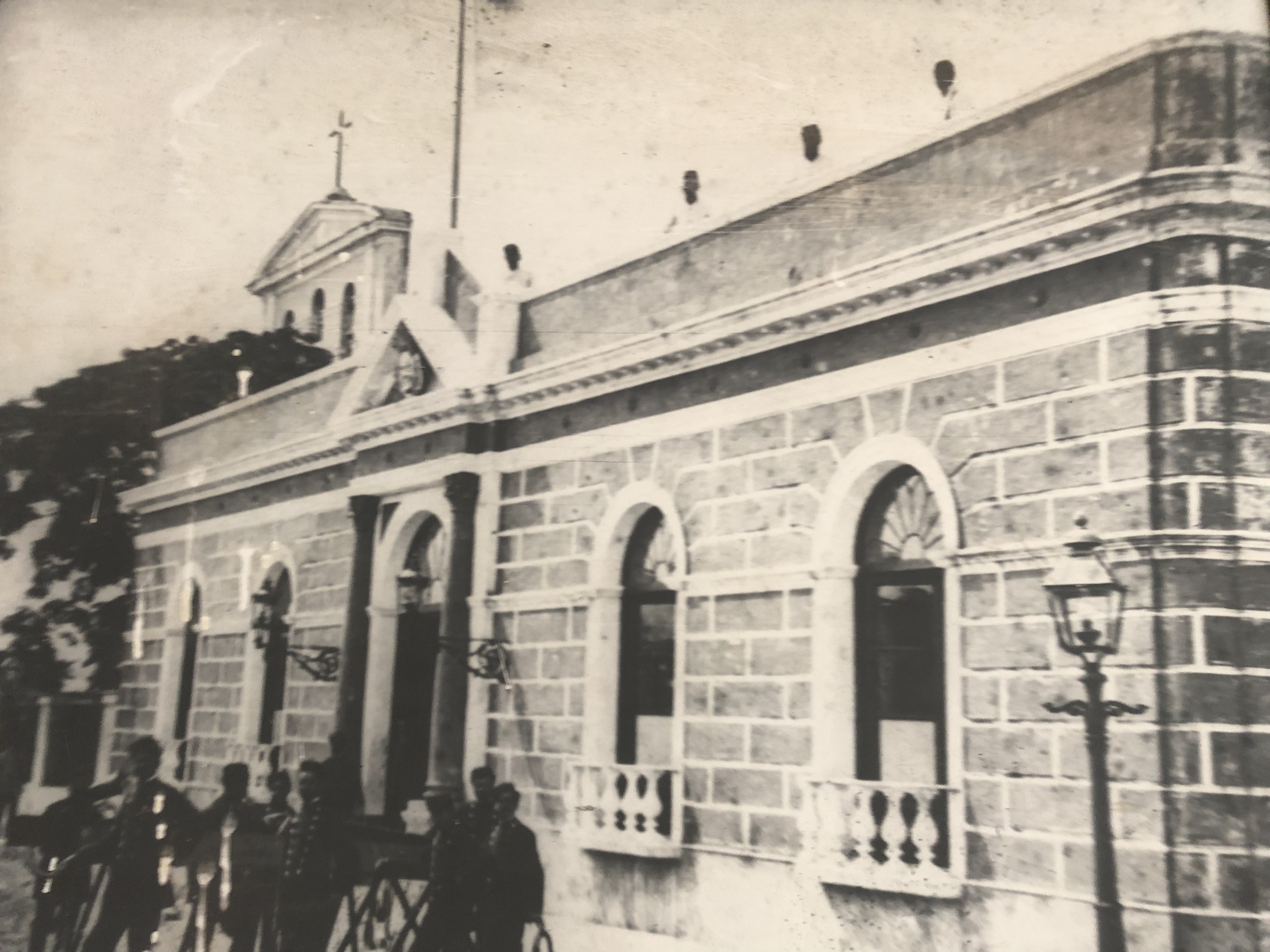
Palacio Municipal de Maldonado, actual sede del Museo San Fernando.

Al igual que el resto de las intendencias departamentales de Uruguay es creada por ley el 18 de diciembre de 1908, aunque sustituida en las reformas constitucionales de 1918 y 1952. En ambos casos la figura de intendente fue remplazada por un ejecutivo colegiado integrado por un presidente y consejeros. En la constitución de 1967 las intendencias vuelven a restablecerse, esta vez de forma ininterrumpida. 
La actual casa de la cultura y sede del Museo de San Fernando, sirvió durante muchos años como Palacio Municipal, siendo sustituida en 1984 con la construcción del actual edificio comunal. 

## Intendente
El intendente en el cargo es el ingeniero Enrique Antía, elegido democráticamente el 10 de mayo de 2015 y reelegido nuevamente en el cargo el 27 de septiembre de 2020.

## Gabinete
El gabinete departamental está compuesto por una secretaría general, y trece direcciones generales:
- Planeamiento
- Hacienda
- Administración y Recursos Humanos
- Gestión Ambiental
- Obras y Talleres
- Desarrollo e Integración Social
- Urbanismo
- Asuntos Legales
- Turismo
- Cultura
- Deportes
- Vivienda, Desarrollo Barrial y Salud
- Tránsito y Transporte

## Municipios
En el año 2010 con la creación del llamado tercer nivel de gobierno, el departamento fue subdivido en ocho municipios. 